# Babotki
Babotki (ros. Баботки) – wieś (ros. деревня, trb. dieriewnia) w zachodniej Rosji, w osiedlu wiejskim Ponizowskoje rejonu rudniańskiego w obwodzie smoleńskim.

## Geografia
Miejscowość położona jest nad Timowką i Rutawieczem, 9,5 km od granicy z Białorusią, przy drodze regionalnej 66N-1627 (Bratyszki / 66N-1610 – Babotki), 3 km od drogi regionalnej 66N-1610 (66K-30 – Szmyri), 4,5 km od drogi regionalnej 66K-30 (Diemidow – Ponizowje – Zaozierje), 16,5 km od centrum administracyjnego osiedla wiejskiego (sieło Ponizowje), 22,5 km od centrum administracyjnego rejonu (Rudnia), 68,5 km od Smoleńska.
W granicach miejscowości znajdują się ulice: Iwanowskaja, Klemiaty.

## Historia
W czasie II wojny światowej od lipca 1941 roku dieriewnia była okupowana przez hitlerowców. Wyzwolenie nastąpiło w październiku 1943 roku.
Uchwałą z dnia 20 grudnia 2018 roku w skład jednostki administracyjnej Ponizowskoje weszły wszystkie miejscowości zlikwidowanego osiedla wiejskiego Klarinowskoje (w tym Babotki).

## Demografia
W 2010 r. miejscowość zamieszkiwało 37 osób.